# Chrotomys
Chrotomys is een geslacht van knaagdieren uit de muizen en ratten van de Oude Wereld (Murinae) dat voorkomt op Luzon, Mindoro en Sibuyan in de Filipijnen. De nauwste verwanten zijn twee andere geslachten uit Luzon, Archboldomys en Rhynchomys; Apomys is iets minder nauw verwant. Chrotomys is vroeger wel als een verwant gezien van de Nieuw-Guinese groep van de Hydromyini. Dit geslacht is sterk gespecialiseerd voor een gravende levenswijze en een dieet van regenwormen.
De meeste soorten hebben een kleurpatroon op de rug (een lichte streep midden op de rug met daarnaast donkere strepen), maar C. silaceus heeft een egaal zilvergrijze rugvacht (hoewel soms met lichte vlekken). De staart is veel korter dan de kop-romp, maar de achtervoeten zijn lang en smal. De grote voorvoeten hebben sterke vingers en grote, brede klauwen. De derde kies is gereduceerd of afwezig. De kop-romplengte varieert 136 mm (C. silaceus) tot 189 mm (C. gonzalesi), de staartlengte van 82 mm (C. sibuyanensis) tot 133 mm (C. whiteheadi), de staart/kop-romp-ratio van 51% (C. sibuyanensis) tot 79% (C. silaceus en C. whiteheadi), de achtervoetlengte van 32 mm (C. silaceus) tot 42 mm (C. whiteheadi), de achtervoet/kop-romp-ratio van 20% (C. gonzalesi) tot 26% (C. silaceus), de oorlengte van 19 mm (C. silaceus, C. sibuyanensis en C. mindorensis) tot 27 mm (C. whiteheadi) en het gewicht van 67 g (C. silaceus) tot 190 g (C. gonzalesi).
Over de verwantschappen binnen het geslacht is relatief veel bekend. Volgens morfometrische gegevens zijn C. mindorensis, C. whiteheadi en C. gonzalesi het nauwst verwant en vormen C. silaceus en C. sibuyanensis een tweede groep, maar genetische gegevens (cytochroom-b) geven een ander beeld. Daar blijkt C. sibuyanensis nauwer verwant aan C. gonzalesi-C. whiteheadi-groep dan aan C. silaceus (C. mindorensis is genetisch nog onbekend). Volgens een moleculaire klok vond de splitsing tussen C. silaceus en de rest van het geslacht 3,9 ± 0,5 miljoen jaar geleden plaats en die tussen C. sibuyanensis en de rest 3,0 ± 0,5 miljoen jaar geleden. C. silaceus is lange tijd in een apart geslacht, Celaenomys, geplaatst, maar de nauwe verwantschap tussen C. silaceus en de rest van het geslacht en het gebrek aan duidelijke kenmerken om de rest van Chrotomys als één geslacht te definiëren pleitten tegen deze aparte status voor C. silaceus.
Er zijn vijf soorten:
- Chrotomys gonzalesi (Mount Isarog)
- Chrotomys mindorensis (Mindoro en Zuid-Luzon)
- Chrotomys sibuyanensis (Sibuyan)
- Chrotomys silaceus (Noord-Luzon)
- Chrotomys whiteheadi (Noord-Luzon)